# بیمارستان شهدای عشایر
بیمارستان شهدای عشایر یکی از بیمارستان‌های دولتی وابسته به دانشگاه علوم پزشکی لرستان با ظرفیت ۳۵۰ تخت بستری می‌باشد که در شهر خرم‌آباد است.
مطالعه برای ساخت این مرکز در سال ۱۳۴۴ تحت عنوان بیمارستانی یک صد تختخوابی شروع گردید و در سال ۱۳۴۷ شرکت جسر آمریکایی به عنوان پیمانکار جهت ساخت آن انتخاب و در زمینی با حدود ده هزار متر زیربنا و حدود چهل هزار متر عرصه کار ساخت آن شروع گردید و بالاخره در سال ۱۳۵۰ تحویل موقت شده و در سال ۱۳۵۲ به‌طور رسمی شروع بکار می‌نماید.
این بیمارستان دارای بیش از ۲۰ بخش تخصصی و فوق تخصصی از جمله: جراحی مردان، جراحی زنان، جراحی اعصاب، اورژانس و فوریت، سوختگی زنان، سوختگی مردان، چشم، گوش و حلق بینی، جراحی قفسه سینه، ارتوپدی مردان به ریاست دکتر پدرام حدادی، ارولوژی به ریاست دکتر بهزاد یوسفی یگانه، داخلی، نورولوژی به ریاست دکتر حاتم زبردست، اپی لپسی، عفونی، هماتولوژی، ICU سوختگی، ICU جراحی، ICU داخلی، ICU نورولوژی، سی سی یو، کودکان و نوزادان، اورژانس، بهبودی، طب تصویری، فیزیوتراپی، آزمایشگاه، درمانگاه و دیگر بخش‌های مرتبط می‌باشد. بیمارستان عشایر به خاطر ارزان بودن تعرفه‌های پزشکی اولویت اول بیماران بی بزاعت و قشر کم درآمد استان لرستان است.
زمین این بیمارستان اهدائی خاندان والی زاده معجزی به دولت وقت بوده است.

## نامگذاری
این بیمارستان تا پیش ازانقلاب، بیمارستان ساسان نام داشت. در روزهای ابتدای انقلاب مردم نام آن را در بزرگداشت هوشنگ اعظمی لرستانی به بیمارستان دکتر هوشنگ اعظمی تغییر دادند. با این حال پس از مدتی با استقرار نیروهای مذهبی، نام هوشنگ اعظمی از روی بیمارستان برداشته شده و بیمارستان به نام شهدای عشایر نامیده شد.